# Autonomous sensory meridian response
Autonomous sensory meridian response (ASMR) is een bepaalde gevoelssensatie gekenmerkt door een tintelend gevoel dat begint op het achterhoofd en zich uitstrekt langs de nek en de rug (de sensory meridian response). 
ASMR wordt meestal als aangenaam en rustgevend ervaren en kan opgewekt worden door bepaalde visuele, auditieve of tactiele prikkels, waaronder zacht gefluister, het gekraak van bepaalde voorwerpen, het geluid of gevoel van bepaalde activiteiten (bijvoorbeeld een knipbeurt bij de kapper) of iemand zien tekenen. De ervaring wordt soms ook wel beschreven als een 'orgasme van de hersenen'. Niet iedereen is even gevoelig voor ASMR; sommigen ervaren het tintelende gevoel minder dan anderen of zelfs helemaal niet.  
Hoewel ASMR soms geassocieerd wordt met seksualiteit of erotiek, is die connotatie niet altijd terecht. ASMR wordt ook niet opgebouwd om een soort climax te bereiken. Volgens cultuurwetenschapper dr. Vincent Meelberg van de Radboud Universiteit wordt de naam 'hersenorgasme' daarom beter niet gebruikt.
Op YouTube zijn honderdduizenden video's te vinden met geluiden en prikkels die ASMR zouden opwekken. Makers van dergelijke filmpjes worden ook wel ASMRtists genoemd (een samentrekking van 'ASMR' en het Engelse woord 'artist'). 
Een voorbeeld van zogenaamd ASMR-opwekkende prikkels zijn de filmpjes van schilder Bob Ross. Alhoewel het fenomeen miljoenen enthousiastelingen kent over de hele wereld, is er nog maar weinig wetenschappelijk onderzoek naar gedaan.